# Serrat de la Rodoreda
El Serrat de la Rodoreda és una muntanya de 802 metres que es troba al municipi de Santa Maria d'Oló, a la comarca del Moianès.
Al cim podem trobar-hi un vèrtex geodèsic (referència 286103001).